# Ariane de Rothschild Fellowship
Ariane de Rothschild Fellowship (AdRF) est un réseau philanthropique international d’entrepreneurs et acteurs sociaux  engagés dans le dialogue interculturel. Créé en 2009 par les Fondations Edmond de Rothschild, AdRF promeut une vision de la philanthropie fondée sur l'empowerment social pour stimuler l’innovation et optimiser l’impact des initiatives menées.
AdRF organise chaque année un programme de formation économique et financière destiné à une sélection internationale d’entrepreneurs sociaux.

## Objectifs
Développé par les Fondations Edmond de Rothschild, l’Ariane de Rothschild Fellowship vise à moderniser et renforcer l’impact réel de l’engagement philanthropique. Ses membres promeuvent l'entrepreneuriat social et un dialogue interculturel renforcé, notamment entre les communautés juive et musulmane. Le programme couvre un nombre important de domaines, allant de l’éducation à l’environnement en passant par les arts et la santé.
Ariane de Rothschild explique qu'"en apprenant et en travaillant ensemble, les participants de ce Fellowship vivent une expérience extraordinaire. Mon espoir est qu'ils adhèrent à notre vision et deviennent des ambassadeurs à la fois de l'impact social et d'un dialogue interculturel authentique, particulièrement entre les communautés juives et musulmanes",.
Firoz Ladak, Directeur exécutif des Fondations Edmond de Rothschild, explique l'intérêt de l'AdRF car "premièrement, il y a un besoin urgent d'innover dans le domaine du dialogue intercuturel. Ensuite, un état d'esprit entrepreneurial peut s'avérer être d'une grande valeur pour aboutir à un impact tangible. Il s'agit enfin d'une excellente occasion pour partager avec les entrepreneurs sociaux les connaissances et outils analytiques utilisés dans le monde des affaires et dans les sciences sociales".

## Programme
Se tenant chaque été à l’Université de Cambridge, le programme de l’Ariane de Rothschild Fellowship combine une série d'ateliers et de conférences avec des universitaires et des personnalités issues du monde des affaires, des relations internationales et des sciences humaines. Les différentes sessions couvrent un panel de sujets, les sciences sociales, la finance, le marketing, le dialogue interculturel et la philanthropie.  
Le programme est complété par une session d'hiver qui, en 2016, était co-crée à New-York par les Fondations Edmond de Rothschild, Fahrenheit 2012, un cabinet renommé de conseil en innovation.  
Le programme a été lancé à New-York avec la Columbia Business School. Désormais il prend place à la Judge Business School de l'Université de Cambridge, et inclut des contributions de la part de l’Université de Cornell, de l'Université d'Oxford, de la London School of Economics et de l'Université de Montréal.

## Les lauréats
Les  candidatures à l’AdRF sont ouvertes aux résidents européens, américains et canadiens. Elles se tiennent généralement chaque année au mois de mars ou avril.